# Berthold I de Istria
Berthold al III-lea (n.c. 1110/1122 – d. 4 sau 14 decembrie 1188) a fost conte de Andechs din 1151 ca succesor al tatălui său și margraf de Istria și de Craina sub numele Berthold I din 1173 până la moarte.
Berthold era fiul lui Berthold al III-lea, conte de Diessen, Plassenberg și Stein (d. 1151) cu prima sa soție, Sofia de Istria.
În 1173 Berthold a devenit margraf de Istria în locul lui Engelbert al III-lea.

## Căsătorii și descendenți
Berthold a fost căsătorit de două ori. În 1152 s-a căsătorit cu Hedviga. Numele ei este sigur nu însă și originea ei. În literatura de specialitate se presupune că este vorba despre o fiică a contelui Otto al V-lea Scheyern din Casa de Wittelsbach, conte palatin al Bavariei, și a soției sale Heilika de Lengenfeld-Hopfenohe-Pettendorf. Din această căsătorie au rezultat patru copii:
- Berthold, duce de Merania (n.c. 1153–d. 1204);
- Sofia (d. 1218), căsătorită cu Poppo al VI-lea, conte de Henneberg (d. cca. 1190);
- Cunigunda (d. după 1207), probabil căsătorită cu Eberhard, conte de Eberstein;
- Matilda (d. 1245), contesă de Pisino, căsătorită cu Berthold, margraf de Vohburg, și a doua oară (c. 1190) cu Engelbert al III-lea, conte al Comitatului Gorizia (d. 1217/1220).

În jurul anului 1180 Berthold s-a căsătorit a doua oară cu Luitgarda de Danemarca, fiica regelui Sven al III-lea al Danemarcei cu Adela de Meissen. Berthold și Luitgarda au avut doi copii:
- Poppo (d. 2 decembrie 1245), episcop al Diecezei de Bamberg din 1239, destituit în 1242;
- Berta (n. după 1276 – d. 1190), stareță la mănăstirea Gerbstedt.